# 第61回アカデミー賞
第61回アカデミー賞（だい61かいアカデミーしょう）は1989年3月29日に発表・授賞式が行われた。

## 式典
伝統的な授賞式を打ち破ろうというプロデューサー達の意図があり、第61回の授賞式では司会が存在しなかった。オープニングでは白雪姫とロブ・ロウが” Proud Mary”を歌ったが、これが大変な不評で、しかもディズニーに無許可で白雪姫のキャラクターを使ったため、アカデミー協会はディズニーより訴えられそうになった。後にアカデミー協会がディズニーに謝罪したため、訴訟は起こされなかった。
8部門にノミネートされていた『レインマン』が作品賞・監督賞・主演男優賞などの主要部門を受賞した。

## 候補と受賞の一覧
太字は受賞である。
また、以下での人名表記は
1. 作品の日本語公式情報およびAMPAS公式サイトの日本版とWOWOWによる授賞式放送での表記に準ずる。
2. 見当たらない場合はデータベースサイトなどを参考。
3. それでもない場合は英語表記のままとする。

| 作品賞 | 監督賞 |
| --- | --- |
| - 『レインマン』 – マーク・ジョンソン - 『偶然の旅行者』 – ローレンス・カスダン、チャールズ・オークン、マイケル・グリロ - 『危険な関係』 – ノーマ・ヘイマン、ハンク・ムーンジーン - 『ミシシッピー・バーニング』 – フレデリック・ゾロ、ロバート・F・コールズベリー - 『ワーキング・ガール』 – ダグラス・ウィック | - バリー・レヴィンソン – 『レインマン』 - チャールズ・クライトン – 『ワンダとダイヤと優しい奴ら』 - マイク・ニコルズ – 『ワーキング・ガール』 - アラン・パーカー – 『ミシシッピー・バーニング』 - マーティン・スコセッシ – 『最後の誘惑』                                                                          |
| 主演男優賞 | 主演女優賞 |
| - ダスティン・ホフマン – 『レインマン』 - ジーン・ハックマン – 『ミシシッピー・バーニング』 - トム・ハンクス – 『ビッグ』 - エドワード・ジェームズ・オルモス – 『落ちこぼれの天使たち』 - マックス・フォン・シドー – 『ペレ』 | - ジョディ・フォスター – 『告発の行方』 - グレン・クローズ – 『危険な関係』 - メラニー・グリフィス – 『ワーキング・ガール』 - メリル・ストリープ – クライ・イン・ザ・ダーク - シガニー・ウィーバー – 『愛は霧のかなたに』                                                                                          |
| 助演男優賞 | 助演女優賞 |
| - ケヴィン・クライン – 『ワンダとダイヤと優しい奴ら』 - アレック・ギネス – Little Dorrit - マーティン・ランドー – 『タッカー』 - リヴァー・フェニックス – 『旅立ちの時』 - ディーン・ストックウェル – 『愛されちゃって、マフィア』 | - ジーナ・デイヴィス – 『偶然の旅行者』 - ジョーン・キューザック – 『ワーキング・ガール』 - フランシス・マクドーマンド – 『ミシシッピー・バーニング』 - ミシェル・ファイファー – 『危険な関係』 - シガニー・ウィーバー – 『ワーキング・ガール』                                                                    |
| 脚本賞 | 脚色賞 |
| - 『レインマン』 – ロナルド・バス - 『ビッグ』 – ゲイリー・ロス、アン・スピルバーグ - 『さよならゲーム』 – ロン・シェルトン - 『ワンダとダイヤと優しい奴ら』 – ジョン・クリーズ、チャールズ・クライトン - 『旅立ちの時』 – ナオミ・フォナー | - 『危険な関係』 – クリストファー・ハンプトン - 『偶然の旅行者』 – フランク・ガラチ、ローレンス・カスダン - 『愛は霧のかなたに』 – アンナ・ハミルトン＝フェラン、タブ・マーフィー - Little Dorrit – クリスティーン・エドザード - 『存在の耐えられない軽さ』 – ジャン＝クロード・カリエール、フィリップ・カウフマン |
| 外国語映画賞 | 編集賞 |
| - 『ペレ』 (デンマーク) – ビレ・アウグスト - 『ハヌッセン』 (ハンガリー) – サボー・イシュトヴァーン - 『仮面の中のマリア』 (ベルギー) – ジェラール・コルビオ - 『サラーム・ボンベイ!』 (インド) – ミーラー・ナーイル - 『神経衰弱ぎりぎりの女たち』 (スペイン) – ペドロ・アルモドバル | - 『ロジャー・ラビット』 – アーサー・シュミット - 『ダイ・ハード』 – フランク・J・ユリオステ、ジョン・リンク - 『ミシシッピー・バーニング』 – ジェリー・ハンブリング - 『レインマン』 – ステュー・リンダー - 『愛は霧のかなたに』 – スチュアート・ベアード                                                         |
| 長編ドキュメンタリー映画賞 | 短編ドキュメンタリー映画賞 |
| - 『ホテル・テルミニュス 戦犯クラウス・バルビーの生涯』 – マルセル・オフュルス - The Cry of Reason: Beyers Naude – An Afrikaner Speaks Out – ロバート・ビルハイマー、ロナルド・ミックス - 『レッツ・ゲット・ロスト』 – ブルース・ウェーバー、ナン・ブッシュ - Promises to Keep – Ginny Durrin - 『誰がビンセント・チンを殺したか?』 – レニー・タジマ、クリスティン・チョイ | - You Don't Have to Die – ビル・グッテンタグ、マルコム・クラーク - The Children's Storefront – カレン・グッドマン - Family Gathering – Lise Yasui、Ann Tegnell - Gang Cops' – トーマス・B・フレミング、ダニエル・マークス - Portrait of Imogen – ナンシイ・ヘイル]、メグ・バートリッジ                             |
| 短編実写映画賞 | 短編アニメ映画賞 |
| - The Appointments of Dennis Jennings – ディーン・パリソット、スティーヴン・ライト - Cadillac Dreams – マティア・カレル、Abbee Goldstein - Gullah Tales – George deGolian、ゲイリー・モス | - 『ティン・トイ』 – ジョン・ラセター、ウィリアム・リーヴス - The Cat Came Back – コーデル・バーカー - Technological Threat – ビル・クロイアー、ブライアン・ジェニングス |
| 作曲賞 | 歌曲賞 |
| - 『ミラグロ/奇跡の地』 – デイヴ・グルーシン - 『偶然の旅行者』 – ジョン・ウィリアムズ - 『危険な関係』 – ジョージ・フェントン - 『愛は霧のかなたに』 – モーリス・ジャール - 『レインマン』 – ハンス・ジマー | - ｢ステップ・バイ・ステップ｣（『ワーキング・ガール』） – カーリー・サイモン (作詞・作曲) - "Calling You"（『バグダッド・カフェ』） – ボブ・テルソン (作詞・作曲) - "Two Hearts"（『フィル・コリンズ in バスター』） – ラモント・ドジャー (作曲)、フィル・コリンズ (作詞)                                           |
| 録音賞 | 音響編集賞 |
| - 『バード』 – レス・フレッショルツ、ディック・アレクサンダー、ヴァーン・ポア、ウィリー・D・バートン - 『ダイ・ハード』 – ドン・バスマン、ケヴィン・F・クレアリー、リチャード・オーヴァートン、アル・オーヴァートン - 『愛は霧のかなたに』 – アンディ・ネルソン、ブライアン・ソウンダース、ピーター・ハンドフォード - 『ロジャー・ラビット』 – ロバート・ニュードソン、ジョン・ボーイズ、ドン・ディジロラモ、トニー・ドー - 『ミシシッピー・バーニング』 – ロバート・リット、エリオット・タイソン、リック・クライン、ダニー・マイケル | - 『ロジャー・ラビット』 – チャールズ・L・キャンベル、ルイス・L・エデルマン - 『ダイ・ハード』 – スティーヴン・ハンター・フリック、リチャード・ショア - 『ウィロー』 – ベン・バート、Richard Hymns |
| 美術賞 | 撮影賞 |
| - 『危険な関係』 – スチュアート・クレイグ (美術)、ジェラード・ジェイムズ (装置) - 『フォエバー・フレンズ』 – アルバート・ブレナー (美術)、ギャレット・ルイス (装置) - 『レインマン』 – アイダ・ランドム (美術)、リンダ・デシーナ (装置) - 『タッカー』 – ディーン・タヴォウラリス (美術)、アーミン・ガンツ (装置) - 『ロジャー・ラビット』 – エリオット・スコット (美術)、ピーター・ヒューイット (装置) | - 『ミシシッピー・バーニング』 – ピーター・ビジウ - 『レインマン』 – ジョン・シール - 『テキーラ・サンライズ』 – コンラッド・L・ホール - 『存在の耐えられない軽さ』 – スヴェン・ニクヴィスト - 『ロジャー・ラビット』 – ディーン・カンディ                                                                         |
| メイクアップ賞 | 衣裳デザイン賞 |
| - 『ビートルジュース』 – ヴェ・ニール、スティーヴ・ラ・ポート、ロバート・ショート - 『星の王子 ニューヨークへ行く』 – リック・ベイカー - 『3人のゴースト』 – トム・バーマン、Bari Dreiband-Burman | - 『危険な関係』 – ジェームズ・アシュソン - 『星の王子 ニューヨークへ行く』 – デボラ・ナドゥールマン - 『ハンドフル・オブ・ダスト』 – ジェーン・ロビンソン - 『キャデラック・カウボーイ』 – パトリシア・ノリス - 『タッカー』 – ミレーナ・カノネロ                                                                 |
| 視覚効果賞 | |
| - 『ロジャー・ラビット』 – ケン・ローストン、リチャード・ウィリアムズ、エド・ジョーンズ、ジョージ・ギブス - 『ダイ・ハード』 – リチャード・エドランド、アル・ディサロ、 ブレント・ボーツ、Thaine Morris - 『ウィロー』 – デニス・ミューレン、マイケル・J・マカリスター、 フィル・ティペット、クリストファー・エヴァンス | |

### アカデミー名誉賞
アカデミー名誉賞
- カナダ国立映画庁[4]
- コダック[5]

### ゴードン・E・ソーヤー賞
ゴードン・E・ソーヤー賞
- ゴードン・ヘンリー・クック

### アカデミー特別業績賞
アカデミー特別業績賞
- ロジャー・ラビット (リチャード・ウィリアムズ)[6]

### 統計
| 候補数 | 作品名                      |
| ------ | --------------------------- |
| 8      | レインマン                  |
| 7      | 危険な関係                  |
| 7      | ミシシッピー・バーニング    |
| 7      | ロジャー・ラビット          |
| 6      | ワーキング・ガール          |
| 5      | 愛は霧のかなたに            |
| 4      | 偶然の旅行者                |
| 4      | ダイ・ハード                |
| 3      | ワンダとダイヤと優しい奴ら  |
| 3      | タッカー                    |
| 2      | ビッグ                      |
| 2      | 星の王子 ニューヨークへ行く |
| 2      | Little Dorrit               |
| 2      | ペレ                        |
| 2      | 旅立ちの時                  |
| 2      | 存在の耐えられない軽さ      |
| 2      | ウィロー                    |

| 受賞数 | 作品名             |
| ------ | ------------------ |
| 4      | レインマン         |
| 4      | ロジャー・ラビット |
| 3      | 危険な関係         |

## プレゼンター・パフォーマー[7]

### プレゼンター
| プレゼンター                                                       | 役                                           |
| ------------------------------------------------------------------ | -------------------------------------------- |
| チャーリー・オドネル                                               | アナウンサー                                 |
| リチャード カーン (AMPAS会長)                                      | 開会挨拶                                     |
| メラニー・グリフィス ドン・ジョンソン                              | 助演女優賞                                   |
| キム・ノヴァク ジェームズ・ステュアート                            | 録音賞 音響編集賞                            |
| ロバート・ダウニー・Jr シビル・シェパード                          | メイクアップ賞                               |
| パトリック・スウェイジ                                             | 作曲賞                                       |
| ドナルド・サザーランド キーファー・サザーランド                    | 名誉賞 (カナダ国立映画庁)                    |
| ウィレム・デフォー ジーン・ハックマン                              | 美術賞                                       |
| ボー・デレク ダドリー・ムーア                                      | 衣裳デザイン賞                               |
| サミー・デイヴィスJr. グレゴリー・ハインズ                         | 歌曲賞                                       |
| キャンディス・バーゲン ジャクリーン・ビセット ジャック・ヴァレンテ | 外国語映画賞                                 |
| マイケル・ケイン ショーン・コネリー ロジャー・ムーア               | 助演男優賞                                   |
| ボー・ブリッジス ジェフ・ブリッジス ロイド・ブリッジス             | 視覚効果賞                                   |
| ジーナ・デイヴィス ジェフ・ゴールドブラム                          | 短編ドキュメンタリー映画賞                   |
| エドワード・ジェームズ・オルモス マックス・フォン・シドー          | 長編ドキュメンタリー映画賞                   |
| チャールズ・フライシャー ロビン・ウィリアムズ                      | 特別業績賞                                   |
| デミ・ムーア ブルース・ウィリス                                    | 撮影賞                                       |
| キャリー・フィッシャー マーティン・ショート                        | 短編アニメ映画賞 短編実写映画賞              |
| マイケル・ダグラス                                                 | 主演男優賞                                   |
| ファラ・フォーセット ライアン・オニール                            | 編集賞                                       |
| アンジー・ディキンソン                                             | アカデミー科学技術賞 ゴードン・E・ソーヤー賞 |
| リチャード・ドレイファス エイミー・アーヴィング                    | 脚色賞                                       |
| ミシェル・ファイファー デニス・クエイド                            | 脚本賞                                       |
| ゴールディ・ホーン カート・ラッセル                                | 監督賞                                       |
| トム・クルーズ ダスティン・ホフマン                                | 主演女優賞                                   |
| シェール                                                           | 作品賞                                       |

### パフォーマー
| 名前 | 役           | 内容 |
| --- | ------------ | --- |
| マーヴィン・ハムリッシュ | 編曲         | オーケストラ |
| アーミー・アーチャード アイリーン・ボウマン コーラル・ブラウン シド・チャリシー デール・エバンス アリス・フェイ マーヴ・グリフィン ドロシー・ラムーア ロブ・ロウ トニー・マーティン ヴィンセント・プライス バディ・ロジャース ロイ・ロジャース リリー・トムリン | パフォーマー | "I Only Have Eyes for You" "You Are My Lucky Star" "I've Got a Lovely Bunch of Coconuts" Proud Mary" Hooray for Hollywood" |
| キース・クーガン パトリック・デンプシー コリー・フェルドマン ジョエリー・フィッシャー トリシア・リー・フィッシャー セビアン・グローバー キャリー・ハミルトン メロラ・ハーディン リッキー・レイク マット・ラッタンジー チャド・ロウ トレイシー・ネルソン パトリック・オニール コーリー・パーカー タイロン・パワー・Jr ホーリー・ロビンソン・ピート クリスチャン・スレーター ブレア・アンダーウッド | パフォーマー | "I Wanna Be an Oscar Winner"                                                                                               |